# Hank Hall
Hank Hall es un personaje ficticio del universo de DC Comics que apareció por primera vez en Showcase # 75 como Hawk de Hawk y Dove. Más tarde se convirtió en el supervillano Monarca en la serie limitada de eventos crossover Armageddon 2001.
Después de eso, se hizo conocido como Extant y apareció en la serie limitada Zero Hour (así como en algunos vínculos relacionados). Hawk fue restaurado, y en el último número de Blackest Night, finalmente volvió a la vida.
Hawk ha aparecido en numerosos programas de televisión y películas de dibujos animados. Aparece en su primera adaptación en vivo en la serie de DC Universe y HBO Max Titanes, interpretado por Alan Ritchson, en la primera, segunda y tercera temporada.

## Biografía ficticia

### Hawk y Dove
Hank Hall fue originalmente el superhéroe Hawk de Hawk y Dove. Hawk representó "caos", mientras que Dove representó "orden". Su hermano Don Hall murió durante Crisis on Infinite Earths y fue reemplazado por Dawn Granger.

### Armageddon 2001:Monarca
Monarca era un tirano opresivo de una Tierra desolada y distópica cincuenta años en el futuro. La gente no estaba contenta con su gobierno, en particular un científico llamado Matthew Ryder, un experto en estudios temporales, que estaba convencido de que podía usar su tecnología para viajar en el tiempo y evitar que el gobernante maníaco llegara al poder. Aprendió que hace cuarenta años, uno de los héroes más fuertes y poderosos de la Tierra eventualmente se volvería malvado y se convertiría en Monarca, y diez años después de ese evento conquistaría el mundo. Durante un experimento de viaje en el tiempo, Matthew se transformó en un ser llamado "Waverider" y comenzó a buscar en la corriente temporal al héroe que se convertiría en Monarca, sin saber que Monarca lo estaba siguiendo. Cuando Monarca entró en batalla con los héroes de la actualidad, mató a Dove, y su compañero enfurecido lo mató a él. Al quitarse la máscara del villano, Hank descubrió que era Monarca y se puso la armadura.
La revelación de Hank Hall como Monarca provocó cierta controversia entre la comunidad de fans; Originalmente, Monarch estaba destinado a ser revelado como el Capitán Átomo, con pistas en la historia que apuntaban hacia esto, que tuvieron que descartarse cuando se cambió en el último minuto. Este cambio se debió a la filtración prematura de la identidad de Monarca. Si bien se suponía que Monarca siempre era el Capitán Átomo, se suponía que esto era un secreto. Cuando la identidad de Monarca se filtró prematuramente, DC decidió preservar la sorpresa de la historia cambiando la identidad de Monarca a la de Hank Hall.
Como señalaron muchos fanáticos, Hawk and Dove Annual # 2 tuvo a Hank Hall luchando contra Monarca cara a cara en 2001 con Hawk como el destructor de Monarca. Dove permitió a Waverider ver una multitud de futuros y darse cuenta de que Hawk es Monarca.

### Armageddon: The Alien Agenda
Cuando los alienígenas hostiles se encuentran con Monarca y Capitán Átomo en el pasado (en algún momento entre 230 y 65 millones de años), intentan reclutar a ambos (y cada figura no tiene conocimiento de la otra involucrada) para ayudarlos a crear un agujero de gusano. La creación del agujero de gusano destruiría el universo en el que existía la Tierra primitiva, pero permitiría a los alienígenas viajar libremente.

### Zero Hour: Extant
Poco después de regresar al presente, Monarca se enfrentó a Waverider y usó su poder para ver el pasado y el futuro para tomar conciencia del poder dentro de él. En este punto se explica que cuando Monarca mató a Dove, sus poderes fueron directamente a Hawk. Al darse cuenta de esto, Monarca desata sus poderes ocultos y se convierte en Extant. Extant luego elimina el dispositivo de viaje en el tiempo de Waverider y une fuerzas con el renegado Green Lantern Hal Jordan, ahora conocido como Parallax, en un plan para alterar el tiempo como mejor les parezca.
Su primer acto fue alterar el futuro para poder tener un ejército metahumano a su disposición, compuesto principalmente por miembros de los Jóvenes Titanes; su plan era reunir un ejército tan poderoso que nadie pudiera interferir en sus esfuerzos por controlar el tiempo. Varios ejércitos de héroes se unieron para detener sus planes antes de que comenzaran en el siglo 30, y alteraron la historia para que sus seguidores nunca llegaran a existir en el futuro.
Abajo, pero no fuera, Extant comenzó a contraatacar a los héroes en Ground Zero, el comienzo de los tiempos. Parallax había deformado a varios metahumanos de varios períodos de tiempo juntos para el asalto definitivo, y Extant golpeó al Átomo con una explosión crónica, reduciéndolo a un adolescente. Sintiendo que la derrota era inminente, escapó de la pelea, prometiendo venganza en una fecha posterior.
Extant reaparecería por primera vez en el one-shot de 1999 "Impulse: Bart Saves the Universe". En él, Extant inicia una pelea con la Sociedad de la Justicia original como un medio de engañar a los Hombres Lineales para que salven la vida de un espectador inocente que estaba destinado a morir. El hombre al que salvaron ahora desarrollaría un arma nuclear que, cuando se probara, sacaría a la Tierra de su órbita adecuada, provocando cambios masivos en las líneas de tiempo de algunos de los mayores héroes de la Tierra. Entre estos cambios, Hal Jordan nunca se convierte en Green Lantern, por lo que nunca se convierte en Parallax y nunca evita que Extant destruya todo el tiempo. Afortunadamente para los ciudadanos del tiempo, Impulso llega y apenas es capaz de derrotar a Extant y evitar que los Hombres Lineales salven al científico condenado.
Volvería a involucrar a la Sociedad de la Justicia en una fecha posterior mientras buscaba adquirir el poder de deformación de la realidad del Worlogog, recientemente desmantelado por Hourman porque temía su poder. Aunque Extant logró su objetivo con la ayuda de la silla Mobius robada de Metron, el Doctor Fate se enteró del encarcelado Mordru que cuando Hourman había desmantelado el Worlogog, había retenido un pequeño fragmento de él, creando así un defecto infinitesimal en el Worlogog principal que la JSA podría explotar.
Después de que Dove resucitada se sacrificara para distraer a Extant, Hourman dividió su Hora de Poder entre sus compañeros de equipo, otorgándoles así inmunidad a los poderes de deformación de la realidad de Extant durante cuatro minutos, cada uno de ellos atacándolo en un plano temporal diferente hasta que pudieron separarse. él del Worlogog. Tras este revés, Extant volvió a intentar escapar. En cambio, Extant fue teletransportado por Hourman y Metron, a instancias de Atom Smasher, al asiento de un avión cuyo accidente Kobra había causado antes (en su corriente temporal relativa). Como resultado de esto, la madre de Atom Smasher se salvó (como estaba en el avión cuando se estrelló), pero Atom Smasher reemplazó a su madre con un Extant debilitado, salvándole la vida pero asesinando al súper villano para detener su amenaza y asegurarse de que el En ese avión murió el mismo número de personas que habían muerto originalmente.

### Hawk restaurado
En respuesta a las críticas de los fanáticos de Armageddon 2001, muchos de cuyos lectores sintieron que el personaje de Hawk había sido severamente mal utilizado en los cambios de última hora de la historia, DC Comics se propuso restaurar el personaje como se pretendía originalmente; Un héroe. DC ya había reconfigurado la parte de Extant de la línea de tiempo de Hank Hall en el número 14 de JSA, con fecha de septiembre de 2000, en la que Metron anunció su intención de borrar la "miserable línea de tiempo" del villano con su silla Mobius. Este fue el segundo número de una historia de 3 partes titulada The Hunt for Extant!, (cuyos detalles se enumeran arriba). Después de esto, DC también reconfiguró la parte de Monarch de la línea de tiempo de Hall con el número final de la miniserie de 6 partes The Battle for Blüdhaven, con fecha de septiembre de 2006, que ahora mostraba la transformación del Capitán Átomo en Monarca, como había sido la intención original de DC en 1991. Hawk fue restaurado, pero no sería revivido hasta el último número de Blackest Night.

### Blackest Night
En el crossover de Blackest Night, Hank Hall es reanimado como miembro no muerto del Black Lantern Corps. Los anillos de poder negro también intentan reanimar a su hermano Don, pero se les niega está resurrección reiteradas veces por parte de una voz omnisciente la cual declara que "Don Hall de la Tierra está en Paz". Hank luego rastrea y ataca a Dawn y al nuevo Hawk (Holly Granger). Después de una corta batalla, Hank golpea con la mano el pecho de Holly, le arranca el corazón y lo usa para cargar su anillo. El cuerpo de Holly es revivido por un anillo negro, y los dos atacan a Dawn juntos. Dawn se retira severamente superada, con Hank y Holly persiguiéndolos. Hank y Holly siguen a Dawn hasta la Torre de los Titanes, donde más Black Lantern Titans están atacando a los héroes vivientes. Los dos finalmente abruman a Dawn, con Holly hundiendo su mano en el pecho de Dawn. Dawn de repente irradia una energía blanca que destruye por completo el cuerpo y el anillo de Holly. Los otros Black Lanterns, viendo a Dawn como su mayor amenaza, la atacan. Sin embargo, les enciende la luz y los destruye a todos menos a Hank, Tempest y Terra, que se retiran rápidamente. Mientras lucha contra los Black Lanterns en Ciudad Costera, Hank vuelve a la vida gracias al poder de la luz blanca. Dawn tiene una visión de Don quien le dice a Dawn que puede salvar a Hank y que no se rinda con él.

### Brightest Day/Birds of Prey
Al comienzo del evento Brightest Day, Hank y Dawn comienzan a trabajar juntos nuevamente como un dúo de lucha contra el crimen. Dawn expresa su preocupación por el comportamiento cada vez más violento de Hank, pero él simplemente ignora sus preocupaciones. Mientras detiene a un ejército de poderosos supervillanos adolescentes en Gotham City, Hawk y Dawn son invitados por Zinda Blake a unirse a las Birds of Prey. Los dos son inmediatamente llamados por Oracle para ayudar a Canario Negro y Cazadora durante su batalla con una peligrosa villana conocida como Canario Blanco. Dove intenta derrotarla ella misma, pero se sorprende cuando Canario Blanco de alguna manera es capaz de esquivar su ataque y luego sacar sangre de ella. Hank y Dawn se encuentran más tarde con Deadman a quien Hank pide que resucite a Don. En un cráter en Silver City (Nuevo México), Deadman intenta revivir a Don, pero es impedido por la Entidad. Mientras varios espectadores (incluido Jackson Hyde) observan a la Entidad hablar con los héroes, le indica a Hank que atrape el boomerang que el Capitán Bumerang le arrojará a Dove.
Después de resultar herido tratando de suicidarse debido a la depresión, Hank Hall es enviado a un hospital mientras sus compañeros de equipo planean su próximo movimiento. Durante su estadía en el hospital, Hank tiene una visión de sí mismo, vestido con un uniforme de White Lantern y hablando con Don. Justo antes de que termine el sueño, Don le asegura a su hermano que está en paz. Más tarde, Dawn es transportada al bosque de Star City por la Entidad, Hawk sin querer se fue con ella, pero cuando el "avatar oscuro" dio a conocer su presencia, la Entidad les dice que deben proteger el bosque y resistir al salvador definitivo, que es Alec Holland.
Se reveló que la misión del Capitán Búmeran para lanzar el boomerang era liberar a Hawk como avatar de la guerra de los Señores del Caos porque su acto de salvar a Dove habría roto su control sobre él para ser él mismo. Sin embargo, no pudo atrapar el boomerang y en su lugar fue atrapado por Boston Brand, quien terminó muriendo en el proceso y usó su acto final para mover su anillo de poder blanco a Alec Holland y traer de vuelta a la Cosa del Pantano para limpiar el verde de la influencia de Nekron.

## Poderes y habilidades
Como Hawk poseía una "transformación del sentido de peligro" que le permitió transformarse en un superhumano con poderes de superfuerza, resistencia ilimitada, velocidad mejorada, mayor agilidad, mayor densidad corporal, durabilidad extrema y factor de curación.
Su compañera Dove reprime su naturaleza violenta, y sin él o ella, la rabia de Hank se vuelve ilimitada.
Como Monarca, poseía los mismos poderes que tenía como Hawk, junto con un traje de armadura muy duradero que fue elaborado con tecnología avanzada.
Como Extant tenía poderes de cronoquinesia, proyección de energía, vuelo y omnisciencia. Después de reconstruir el Worlogog, se volvió casi omnipotente.
Mientras era miembro del Black Lantern Corps, Hank manejaba un anillo de poder negro que le permitía generar construcciones de energía negra. También pudo percibir auras emocionales. Sin embargo, aunque pudo percibir el aura de Holly como roja de rabia, vio la de Dawn como un blanco puro que su anillo no pudo identificar. Mientras usa el anillo de poder negro, reduce su poder original en más del 50%.

## Otras versiones
- En la miniserie de Elseworlds JLA: The Nail, y su secuela JLA: Another Nail, existe una versión de Hank Hall, junto con la Dove original.
- Justice League of America (vol. 2) # 26 presenta una realidad alternativa creada por el dios tramposo Anansi. En esta realidad, se ve una versión blindada de Hawk.

## En otros medios

### Televisión
- Hawk (Hank Hall) aparece en Liga de la Justicia Ilimitada, con la voz de Fred Savage. Esta versión se representa con una fuerte relación con su hermano Dove (Don Hall). En su episodio homónimo, sus estilos de lucha fueron contrastados a fondo; Hawk emplea tácticas agresivas de fuerza bruta, a veces asemejándose a un jugador de fútbol, mientras que Dove usa una combinación de técnicas que recuerdan al aikido o quizás al judo, usando los movimientos de su atacante para lanzarse a un lado. Después de derrotar a algunos matones en un bar, Hawk y Dove son reclutados por Wonder Woman para ayudar a evitar que Ares cause la guerra en Kaznia. Tienen éxito debido a la resistencia pacífica de Dove contra el Aniquilador impulsado por la rabia. Este es otro ejemplo de lo cerca que están los dos mientras Hawk lucha contra Wonder Woman en un intento por proteger a Dove. Hawk gritando por Dove mientras temía por la vida de su hermano se parece mucho a cuando Dove fue asesinado en Crisis on Infinite Earths. En el episodio "La historia más grande jamás contada", Hawk y Dove se encuentran entre los héroes que luchan contra las fuerzas de Mordru. En "The Doomsday Sanction", Hawk y Dove ayudan en la evacuación de San Baquero antes de que el volcán de la isla entre en erupción. Los hermanos son vistos por última vez en el final de la serie "Destroyer", donde luchan contra los Parademonios junto con otros miembros de la Liga de la Justicia. Más tarde aparecen en la escena final corriendo por los escalones de la Torre Metro con el resto del grupo. Oportunamente, tanto en esa escena de pelea como cuando salen en el final, aparecen junto con las creaciones de compañeros de Steve Ditko: la Pregunta, el Creeper y el Capitán Átomo.
- Hawk (Hank Hall) aparece en Batman: The Brave and the Bold, con la voz de Greg Ellis. En el teaser de "When OMAC Attacks", él y Dove ayudan a Batman a detener una guerra intergaláctica entre los Controladores y los Señores de la Guerra de Okaara. Mientras Hawk y Dove eliminan las fuerzas terrestres, Dove afirma que es mejor arreglar las cosas diplomáticamente mientras Hawk dice que tienen que lastimarlos o nunca se detendrán. Independientemente, Batman consigue que los líderes de las dos partes firmen el tratado de paz y pongan fin a la guerra. Hawk y Dove se las arreglan para avergonzarse a sí mismos, sus disputas les hacen pelear frente a los líderes. Batman invita a los líderes a tomar una copa en su barco para llamar su atención de los hermanos que se pelean. Hawk y Dove también aparecen brevemente en el episodio de dos partes "The Siege of Starro" Pt. 1 entre los héroes que fueron asumidos por Starro. Después de la derrota de Starro, los hermanos vuelven a la normalidad.
- Hawk (Hank Hall) aparece en la serie Titanes, interpretado por Alan Ritchson con Tait Blum como una versión más joven del personaje.[21][22] En lugar de ser representado con superpoderes, la destreza física de Hank es como jugador de fútbol. En la serie, Hank y su medio hermano Don Hall son el equipo original de Hawk y Dove que persigue a los depredadores sexuales, motivados por el abuso que el entrenador de fútbol de Hank le infligió cuando era niño. Después de que Don muere en el mismo accidente que mata a la madre de Dawn Granger, Hank tiene una pareja romántica con Dawn y posteriormente es Hawk y Dove respectivamente.
  - Ritchson también aparece como Hank en el crossover "Crisis on Infinite Earths". En la primera parte, Hawk aparece a través de imágenes de archivo del episodio "Trigon".[23] En la parte final, Hank y Dawn aparecen a través de imágenes de archivo del episodio "Titans".[24]

### Película
- Hawk (Hank Hall) aparece en Superman/Batman: Enemigos Públicos como uno de los muchos individuos después de Batman y Superman.

### Serie web
- Hawk (Hank Hall) aparece en DC Super Hero Girls con Dove (Dawn Granger). Aparecen como estudiantes de fondo de Super Hero High.